# レオ・マイケルソン
レオ・ミケルソン（Leo Michelson, 元の名前：レフ・マクシモーヴィチ・ミヘルソン Lev Maksimovich Mikhelson, 本名：レイバ・モルトヘレーヴィチ・ミヘルソン Leiba Mordkhelevich Mikhelson, 1887年　リーガ - 1978年）はラトビア出身のアメリカ合衆国の芸術家。エコール・ド・パリの一員でもある。

## 経歴
ユダヤ系。ロシアのサンクトペテルブルクとエストニアのタルトゥで学んだ。1918年のロシア革命によりロシアを去ることを余儀なくされたミヘルソンはドイツのミュンヘンに移り、そこでドイツ表現主義の影響を受けた。
1920年、パリに住むようになり、絵画や彫刻の分野で国際的に知られるようになる。エコール・ド・パリのメンバーでもあった彼は、西ヨーロッパやソ連、アメリカでも展覧会を開いた。1939年にパリがナチス・ドイツの手に落ちた後は、ニューヨークに住むようになった。
ミヘルソンは"永遠なる移民"また"永遠なる学生"と描写されることもあるが、それは彼が常に新しいスタイルを取り入れたからであった。
彼はどこでもスケッチが出来るように、常にパステルを携帯していた。彼の友人であったマルク・シャガールはミヘルソンに関して、彼が知る中で最も色彩に優れている画家だと語った。
美術史家はミヘルソンとシャガールをパブロ・ピカソと比較したが、ミヘルソン自身は最も影響を受けた画家にティツィアーノ・ヴェチェッリオを挙げている。
ミヘルソンは生涯に1,000以上の作品を残し、その多くはテキサスにあるミヘルソン美術館に収蔵されている。